# Takeshi Koike
Takeshi Koike (Japonés: 小池健;  Hepburn:Koike Takeshi?), (Kaminoyama, 26 de enero de 1968) es un animador, ilustrador y director de cine japonés. Fuertemente influenciado por el trabajo de Yoshinori Kanada, Katsuhito Ishii, Frank Miller y Mike Mignola; fue discípulo y protegido de Yoshiaki Kawajiri. Paso de la preparatoria directamente a trabajar para el estudio Madhouse como practicante de Kawajiri. Trabajo como diseñador de personajes y director de animación para Lupin III: La mujer llamada Mina Fujiko y dirigió su secuela Lupin III: La tumba de Jigen Daisuke. Su primer trabajo como profesional fue la dirección de la secuencia introductoria de la cinta Party 7 (2000) de Katsuhito Ishii. La primera cinta que dirigió fue Redline. Su trabajo fuera de la animación incluye el arte para el sencillo "Yasashii Kiss o Shite" del dúo japonés Dreams Come True en el 2004. En el año 2004 recibió un Tokyo Anime Awards por trabajo notable en la categoría OVA por la cinta The Animatrix. En el año 2011 obtuvo el Premio al objetivo del Festival de Cine de Newport Beach por su cinta Redline.

## Filmografía
| Año  | Película                                         | Papel                                                  | Notas                                                                       | Ref.        |
| ---- | ------------------------------------------------ | ------------------------------------------------------ | --------------------------------------------------------------------------- | ----------- |
| 2019 | Lupin III: La mentira de Mina Fujiko             | Director                                               |                                                                             | [ 1 ] [ 2 ] |
| 2017 | Lupin III: El rocío de sangre de Goemon Ishikawa | Director Director de animación                         |                                                                             | [ 3 ] [ 2 ] |
| 2015 | El niño y la bestia                              | Animador                                               |                                                                             | [ 4 ]       |
| 2014 | Lupin III: La tumba de Jigen Daisuke             | Director                                               |                                                                             | [ 5 ] [ 6 ] |
| 2012 | Lupin III: La mujer llamada Mina Fujiko          | Diseñador de personajes Director de animación Animador | La mujer llamada Mina Fujiko: Parte 2. Ladrón experto vs. Ladrona fantasma. | [ 7 ]       |
| 2010 | Trigun: Badlands Rumble                          | Animador                                               |                                                                             | [ 8 ]       |
| 2010 | Iron Man                                         | Animador                                               | Mastermind. Escape. Iron Man Arrives in Japan.                              | [ 9 ]       |
| 2009 | Redline                                          | Director                                               |                                                                             | [ 10 ]      |
| 2007 | Afro Samurai                                     | Animador clave                                         | Número dos.                                                                 | [ 11 ]      |
| 2005 | Funky Forest                                     | Director                                               |                                                                             |             |
| 2004 | El sabor del té                                  | Director de fotografía                                 |                                                                             | [ 12 ]      |
| 2003 | The Animatrix                                    | Director                                               | Dirigió el corto titulado Récord Mundial.                                   | [ 13 ]      |
| 2002 | Trava: Fist Planet                               | Director                                               | OVA codirigida junto a Katsuhito Ishii.                                     | [ 14 ]      |
| 2000 | Party 7                                          | Animador principal                                     | Dirigió el segmento animado de la cinta.                                    | [ 15 ]      |
| 2000 | Vampire Hunter D: Bloodlust                      | Animador clave                                         | Adaptación de la novela Demon Deathchase.                                   | [ 16 ]      |
| 1996 | Tetsuwan Birdy                                   | Animador                                               |                                                                             | [ 17 ]      |
| 1995 | Memories                                         | Animador                                               |                                                                             | [ 18 ]      |
| 1995 | Bio Hunter                                       | Animador clave                                         |                                                                             | [ 19 ]      |
| 1994 | DNA²                                             | Diseñador mecánico                                     | En doce (12) episodios.                                                     | [ 20 ]      |
| 1994 | Darkside Blues                                   | Animador clave                                         |                                                                             | [ 21 ]      |
| 1994 | Clamp in Wonderland                              | Animador clave                                         |                                                                             | [ 22 ]      |
| 1993 | Ninja Scroll                                     | Director de animación                                  |                                                                             | [ 23 ]      |
| 1991 | Giant Robo: The Day the Earth Stood Still        | Animador clave                                         |                                                                             | [ 24 ]      |
| 1991 | Uresei Yatsura 6: Always My Darling              | Animador clave                                         |                                                                             | [ 25 ]      |
| 1990 | A Wind Named Amnesia                             | Animador                                               |                                                                             | [ 26 ]      |
| 1990 | Cyber City Oedo 808                              | Animador                                               | Memorias del pasado. El programa señuelo. Catalizador carmesí.              | [ 27 ]      |
| 1989 | Goku Midnight Eye                                | Animador clave                                         |                                                                             | [ 28 ]      |
| 1987 | Wicked City                                      | Animador clave                                         |                                                                             | [ 29 ]      |